# Osrednja prekodonavska
Osrednja prekodonavska je regija Madžarske, ki ima središče v Székesfehérváru. 
Obsega naslednje županije: Komárom-Esztergom, Fejér in Veszprém.
Ima površino 11.237 km², kjer živi 1.114.000 prebivalcev; povprečna gostota prebivalcev je tako 99 prebivalcev/km².